# Софія Гейзлер
Софія Йоганна Гейзлер (гренл. Sofia Johanna Geisler; нар. 23 січня 1963, Сісіміут) — гренландська політикиня і журналістка.

## Біографія
Софія Гейзлер — друга з трьох дочок Крістофера Гейзлера і Дортеннгуак Олсвіг.
У 1979 році закінчила народне училище в Сісіміуті, а потім до 1982 року відвідувала Гренландську семінарію.
Потім, до 1990 року, здобула освіту журналіста в Niuernermik Ilinniarfik.
Потім, до 1994 року, вивчала економіку в Ольборзькому університеті.
З 1995 по 1998 рік працювала помічником зі зв'язку в Royal Greenland.
З 1998 по 1999 рік працювала директором радіоновин на радіо Kalaallit Nunaata Radio.
З 2000 по 2007 рік працювала менеджером з навчання на факультеті журналістики.
Потім повернулася до Royal Greenland, де працювала консультантом з комунікацій з 2007 по 2009 рік.
З 2009 по 2011 працювала в окрузі Каасуіцуп.
У 2011—2014 роках працювала начальником відділу комунікацій в уряді, у 2014—2017 роках у KNI та у 2017 році в Greenland Airlines.
З 2017 по 2018 працювала ведучою на радіо Kalaallit Nunaata. Крім того, працює тренером та посередником у сфері стресу.
Софія Гейзлер балотувалася на парламентських виборах 2018 року і була обрана до парламенту Гренландії з 98 голосами. На виборах у Фолькетинг 2019 року отримала 683 голоси, що стало першим результатом для Аайї Хемніц Ларсен. На парламентських виборах 2021 року набрала 116 голосів і захистила депутатський мандат. 15 лютого 2022 року пішла у відставку і стала радником Ocean North Kalaallit Nunaat.